# (2910) Yoshkar-Ola
(2910) Yoshkar-Ola (1980 TK13) – planetoida z grupy pasa głównego asteroid okrążająca Słońce w ciągu 3,27 lat w średniej odległości 2,2 j.a. Odkryta 11 października 1980 roku.